# 牛津大学万灵学院
万灵学院（All Souls College，全名The Warden and the College of the Souls of all Faithful People deceased in the University of Oxford）是牛津大学的一个学院，位于英国牛津。它创建于1438年，得名于万灵節。
万灵学院之所以獨特，是因為所有成员均為當然院士（即学院管理机构的正式成员），而其他学院通常只有教师会自动成为院士。
該學院没有學士班成员，但每年牛津大学的应届毕业生和研究生都有资格通过竞争性考试（曾被称为 「世界上最难的考试」）申请考试奖学金，考试后入围者还需要通过面试。
万灵学院位于高街北侧，西侧是拉德克利夫广场，东侧是王后学院，北侧是赫特福德學院。现任院长（学院院长）是毕业于牛津大学奥里尔学院的John Vickers爵士。
万灵学院是牛津大学最富裕的学院之一，2010年，获得捐赠22000万英镑。

## 历史
该学院由英格兰的亨利六世和亨利-奇切尔（Henry Chichele）（新学院院士、坎特伯雷大主教）于1438年创建，以纪念百年战争的死难者。
学院的科德林顿图书馆于1751年建成，是由来自巴巴多斯的富有的奴隶和种植园主克里斯托弗-科德林顿（Christopher Codrington）于1710年遗赠的，他曾在牛津大学就读，后来成为背风群岛的殖民总督。
现在的学院主要是一个研究生研究机构，没有本科生成员。万灵学院以前确实有本科生。
罗伯特-霍文登（1571年至1614年为学院的总长）引进本科生，为学员们提供侍从（家仆），但到了英联邦末期就放弃了。
直到1924年，四名圣经书记员仍保留在基金会。
五百多年来，万灵学院只招收男性；1979年，女性首次被允许以研究员的身份进入学院，与该校其他许多以前的全男性学院一样，也是在同一年。

## 建筑

### 图书馆
万灵图书馆（正式名称为科德林顿图书馆）是由学院的院士克里斯托弗-科德林顿（Christopher Codrington，1668-1710年）遗赠的。克里斯托弗-科德林顿遗赠了价值6,000英镑的书籍和1万英镑的现金。这笔遗赠使图书馆得以建造和捐赠。克里斯托弗-科德林顿出生于巴巴多斯，他在西印度群岛的糖业种植园中积累了大量财富，图书馆于1751年建成，此后一直持续使用。现代图书馆约有18.5万件藏书，其中约有三分之一的藏书是1800年以前出版的。该图书馆的藏书在法律和历史（尤其是军事史）方面的藏书尤为丰富。

### 小教堂
这座教堂建于1438年至1442年之间，直到英联邦时期，教堂基本保持不变。当时的牛津基本上是保皇派的据点，因此受到了清教徒愤怒的打击。
小教堂日期匾上的42个错别字可以追溯到礼拜堂的建造年代，与海拉姆-费勒斯的错别字很相似。两者都可能是由理查德-泰洛克雕刻的。
Christopher Wren是1653年的研究员，他在1658年为学院制作了一个日晷。它最初被放置在礼拜堂的南墙，直到1877年被移到四合院（Codrington图书馆的中央入口上方）。16世纪60年代，在小教堂内安装了一个屏风，它是根据Wren的设计制作的。然而，这个屏风需要在1713年之前重建。到了19世纪中期，礼拜堂急需翻新，所以现在的结构深受维多利亚时代设计理念的影响。
礼拜堂的所有仪式都是根据《普通祈祷书》进行的；也使用了詹姆士王圣经而不是更现代的译本。

## 成员资格
在获得学士学位后的三年内，从牛津大学毕业的学生和在其他地方毕业的牛津大学研究生有资格申请考试奖学金（有时被非正式地称为 "奖励奖学金"），每个人有资格申请7年的考试奖学金。虽然导师可以建议学生参加全能考试奖学金，但该考试对任何符合资格条件的人都是开放的，学院不向考生发出考试邀请函。 每年3月初，学院都会举办一个女性开放之夜，为对考试奖学金感兴趣的女性提供一个了解考试过程和与学院成员见面的机会。
每年通常有几十名考生参加考试，每年通常会选出两名考官，不过有的年份学院也会评出一个名额或三个名额，极少数情况下不评出。
该比赛自1878年开始举办，自1979年起向女性开放，在9月下旬举行，为期两天，每天两份试卷，每份试卷3小时。过去曾被称为 "世界上最难的考试"。
两份试卷("专业课试卷")由考生自选一科，分别是经典、英国文学、经济、历史、法律、哲学和政治。考生可以在不同的专业科目中选考两门专业课，但每门科目只选考一门（例如，考生可以选考历史学和政治学各一门）。选考古典学的考生在第三天还有一门翻译考试。
两张试卷(即 "综合试卷")为综合科目。每张综合试卷，考生从一份清单中选择三个问题。
"'如果一个人除了能证明的东西之外，不能对一个人的性格说什么，历史就不能写出什么'（塞缪尔-约翰逊）。'(Samuel Johnson)。"讨论一下。
"橙子小说奖是否应该对男性和女性开放？"
"当参与者穿上纳粹的制服时，狂欢的道德品质会改变吗？"
在2010年之前，考生还面临着另一种考试，那就是关于一个预选词的自由式 "作文"。
4至6名入围者被邀请参加口试，此前，这些考生随后被邀请与学院约75名成员共进晚餐。晚宴并不作为考核的一部分，而是作为对那些进入后期选拔阶段的考生的奖励。不过，由于学院觉得考生们太过担心，认为这是考核过程中的一部分，所以晚宴已经停止了。
大约有十几名考研生在学院的任何时候都有十几名考研生，虽然考研生必须在头两年的学习或研究中的某个时间点进行学习或研究，但没有强制性的教学或要求。作为 "伦敦人"，他们可以在牛津大学免费学习任何东西，并提供食宿。作为 "伦敦人"，他们可以从事经批准的非学术性职业，只要他们在第一学年内兼职从事学术研究，并在学院参加周末晚餐，就可以获得较低的津贴。截至2011年，每个考研生在前两年每年可获得14,842英镑的津贴；之后的津贴根据考研生是否从事学术研究，而不同的津贴也不尽相同。

## 其他成员资格
其他类别的研究金包括：
- 高级研究员(可连任七年)。
- 特聘研究员(当选为学院历史研究人员)
- 访问学者(来自其他大学的学者，通常为一年到一年的任期)
- 博士后研究人员（博士后研究人员，为期5年，不连任，最近在一所认可的大学完成博士课程的研究人员可以申请。
- 50英镑的研究员(只对不再担任牛津的前研究员开放)
- 正式研究员(包括担任学院职务的人员，如家政管理员、遗产管理员、牧师和图书管理员等)
- 杰出的研究员

也有一些教授级的研究员，他们的研究金是通过大学的职位来持有的。

### Chichele教授职位
学院的研究员包括奇切尔教授，他们在牛津大学担任法定教授职务，以纪念学院创始人亨利-奇切尔的名字命名。自1870年以来，学院的院士资格一直伴随着奇切尔教授的授衔。
在1850年委员会审查大学组织工作后，学院压制了10个奖学金，设立了首批两个奇切尔教授职位的资金。1859年设立的奇切尔国际法和外交学教授（Chichele Professor of International Law and Diplomacy），最初由蒙塔格-伯纳德（Mountague Bernard）担任，而奇切尔近代史教授（Chichele Professor of Modern History），最初由蒙塔格-伯罗斯（Montagu Burrows）担任。
目前，奇切尔教授有五个不同学科的教授职位。
Chichele经济史教授。Kevin O'Rourke。
Chichele战争史教授：Peter H.Wilson，2015年被任命为Chichele战争史教授。
Chichele国际公法教授：Peter H. Wilson，2015年任命。Catherine Redgwell，2012年任命。
Chichele社会和政治理论教授：Catherine Redgwell。Amia Srinivasan 任命于2019年。
Chichele中世纪史教授：任命为2019年。Julia M. H. H. Smith，2016年9月任命。
可能最著名的前奇科教授是以赛亚-柏林爵士。也许最著名的前战争史教授是西里尔-福尔斯。

### 奇切尔讲座
Chichele讲座是1912年正式成立的著名系列讲座，由All Souls College赞助。讲座最初仅限于外国历史，但后来扩大到包括法律、政治理论、经济理论以及外国史和英国史。传统上，这些讲座由一位主讲人讲，但现在常见的是由几位主讲人就一个共同的主题进行讲座。

## 传统
每隔一百年，一般在1月14日，都会举行一次纪念性的宴会，之后，学员们举着燃烧的火把在学院周围游行，唱着 "Mallard Song"，在 "Mallard勋爵 "的带领下，用椅子抬着 "Mallard勋爵"，寻找传说中的野鸭，据说这只野鸭是在学院建校时从地基上飞出来的。在狩猎过程中，"野鸭大人 "的前面有一个人抬着一根竹竿，竹竿上绑着一只野鸭--原本是一只活的鸟，后来要么是死的（1901年），要么是木头雕刻的（2001年）。上一次的野鸭仪式是在2001年，下一次是在2101年。这种习俗的确切起源不详，但至少可以追溯到1632年。"在2009年特里-普拉切特爵士的小说《未见学院派》（Unseen Academicals）中，对这种习俗的一种良性模仿被描绘成了未见学院派的 "Megapode追逐"。

## 图集

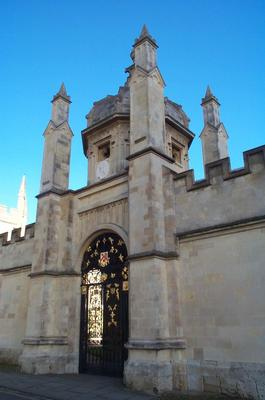
在拉德克利夫广场的大门
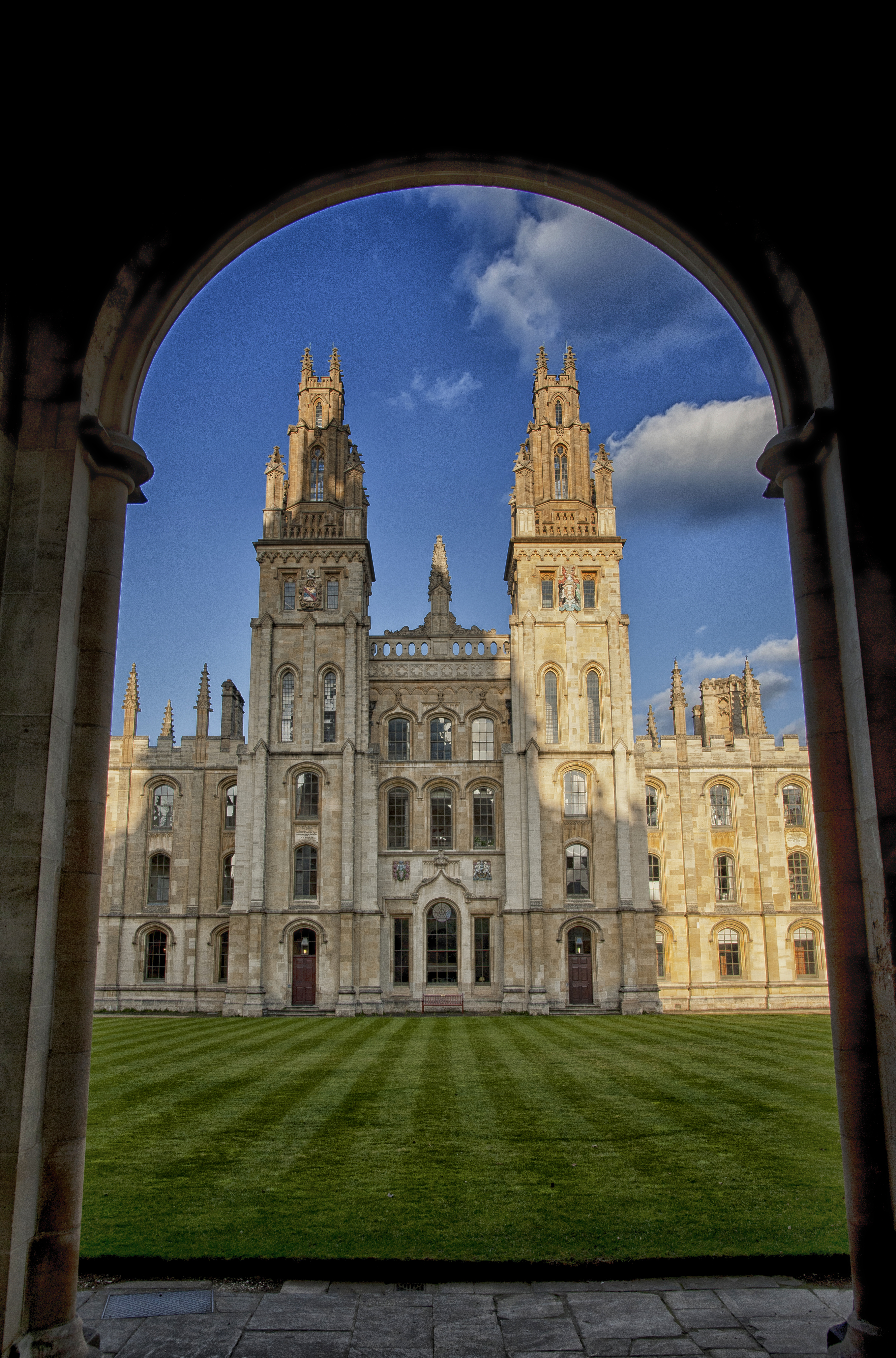
从拉德克利夫广场的大门看万灵学院内部
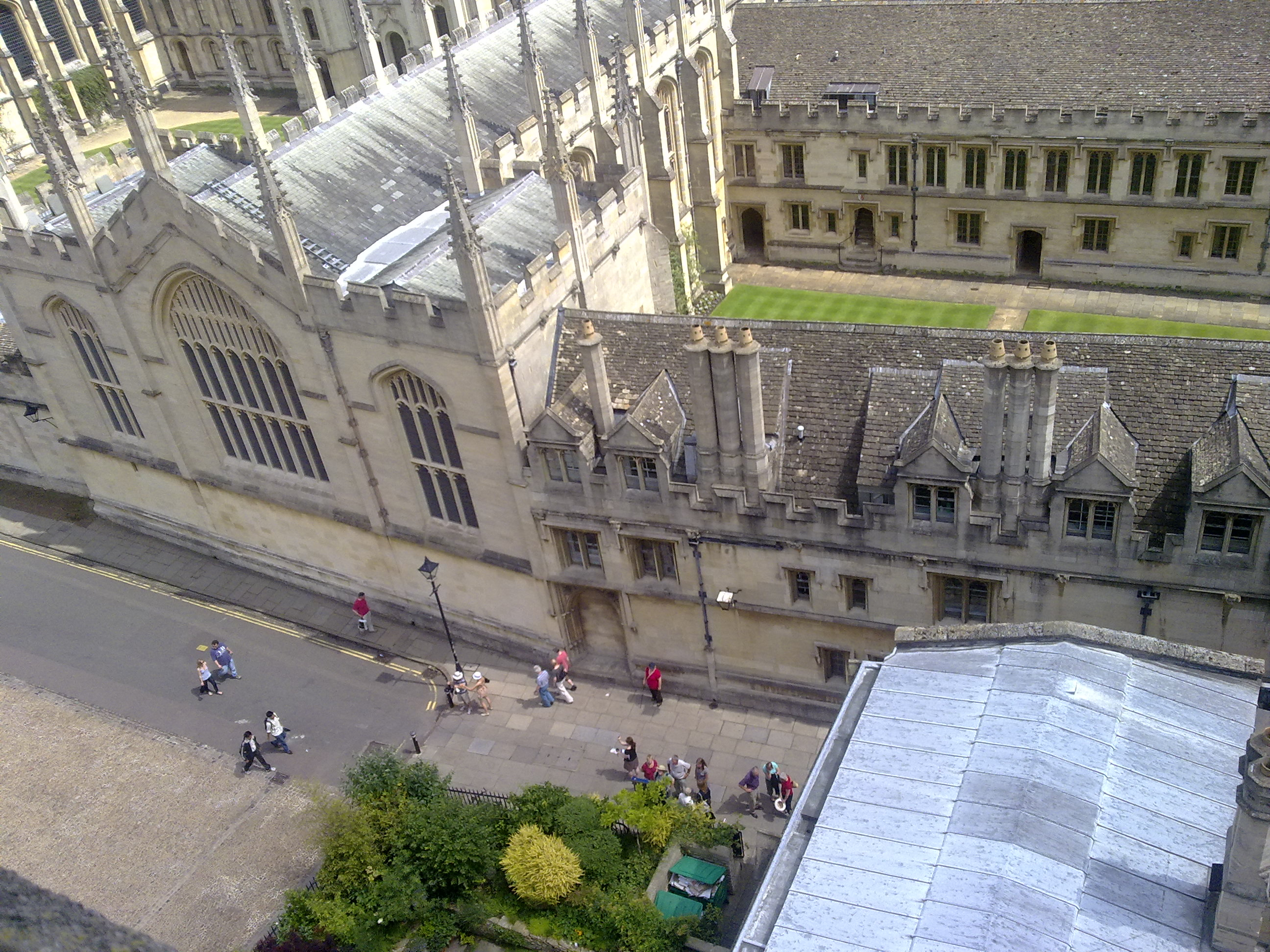
万灵学院的东南角
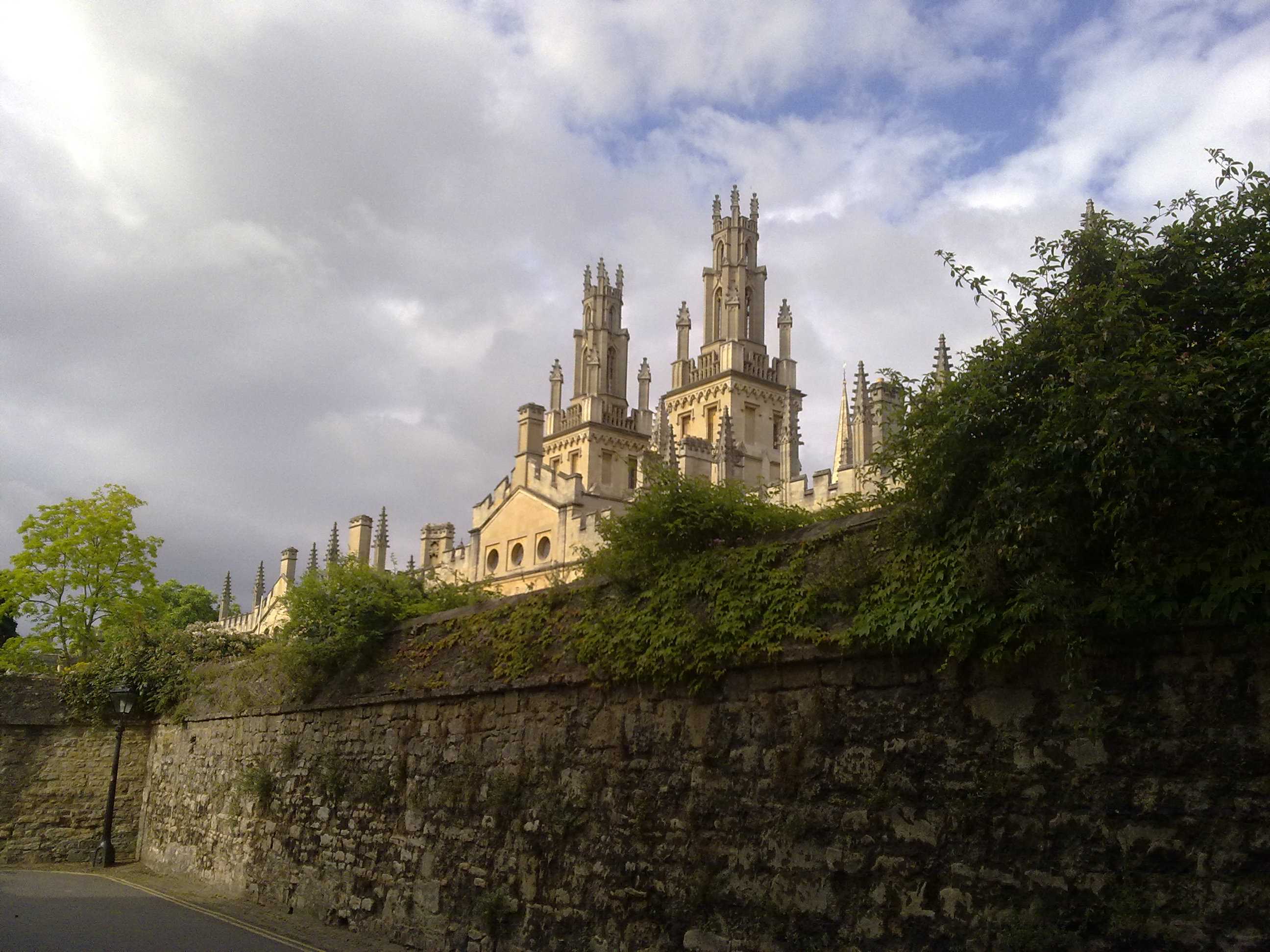
从新学院巷看万灵学院